# Uroš Damnjanović
Uroš Damnjanović [uroš damnjanovič] (srbskou cyrilicí Урош Дамњановић * 8. února 1995, Bělehrad) je srbský fotbalový záložník a bývalý mládežnický reprezentant, od března 2017 hráč slovenského mužstva ŠK Slovan Bratislava. Nastupuje na postu ofenzivního, případně defenzivního záložníka.

## Klubová kariéra

### FK Rad
Je odchovancem týmu FK Rad. Před jarní částí sezony 2012/13 se propracoval do seniorské kategorie. Během celého svého působení odehrál pouze 10 ligových zápasů, ve kterých se neprosadil.

### FK Teleoptik
V létě 2014 zamířil na přestup do mužstva FK Teleoptik, ze který nastupoval ve třetí nejvyšší srbské lize – skupině Bělehrad. Během roku se mu střelecky dařilo, vsítil celkem sedm branek ve 24 utkáních v lize.

### FK Partizan
V červenci 2015 přestoupil do slavného klubu FK Partizan z Bělehradu. Ve velké konkurenci se neprosadil a po dvou měsích odešel kvůli většímu zápasovému vytížení na hostování do mužstva FK Sinđelić Bělehrad. V dresu Partizanu neodehrál žádný ligový zápas.

### FK Sinđelić Bělehrad (hostování)
Krátce po přestupu do Partizanu byl poslán hostovat do Sinđeliće Bělehrad. V týmu působícím ve druhé nejvyšší soutěži hrál pravidelně v základní sestavě.
Ligovou premiéru si odbyl 22. srpna 2015 ve 2. kole proti klubu FK Inđija (výhra 1:0), na hřišti byl do 72. minuty. Svých prvních gólů se dočkal v následujícím kole proti mužstvu FK Radnički 1923, prosadil se ve 34. a v 54. minutě. Sinđelić i díky němu vyhrál na půdě soupeře v poměru 3:1. Potřetí se trefil 12. 9. 2015 proti týmu FK Kolubara, tři minuty před koncem rozhodl brankou na 2:1 o osudu střetnutí. Následně se prosadil v odvetě proti Inđiji (prohra 2:3), ale v konečném důsledku jen korigoval skóre zápasu. Svůj pátý gól dal ve 24. kole hraném 28. dubna 2016 proti
mužstvu FK BSK Borča, trefil se v 73. minutě z penalty, prohře 1:2 však nezabránil. Ve 27. kole skóroval pošesté, stalo se tak v souboji s klubem FK Proleter Novi Sad (výhra 2:0). Během roku nastoupil v lize k 26 střetnutím.

### ŠK Slovan Bratislava
V zimním přestupovém období ročníku 2016/17 zamířil na Slovensko, kde podepsal smlouvu na tři a půl roku s následnou opcí se Slovanem Bratislava a setkal se zde s asistentem hlavního trenéra Vladimirem Radenkovićem, který ho vedl v mládeži Radu i reprezentaci. Ve Slovanu rozšířil početnou srbskou enklávu. V mužstvu v té době působili Boris Sekulić, Milan Rundić, Vukan Savićević, Aleksandar Čavrić, trenér Ivan Vukomanović a jeho asistent Radenković.

#### Sezóna 2016/17
V dresu Slovanu debutoval v ligovém utkání 27. kola hraného 16. dubna 2017 v souboji s klubem MFK Ružomberok (prohra 1:2). Odehrál 88 minut, poté ho na hrací ploše nahradil Róbert Vittek. V sezoně 2016/17 se podílel na zisku domácího poháru, přestože ve finále hraném 1. května 2017 proti tehdy druholigovému týmu MFK Skalica nenastoupil. Jeho spoluhráči porazili soupeře v poměru 3:0. Celkem v ročníku odehrál čtyři ligová střetnutí.

#### Sezóna 2017/18
Se Slovanem postoupil přes arménské mužstvo FC Pjunik Jerevan (výhry 4:1 a 5:0) do druhého předkola Evropské ligy UEFA 2017/18, kde bratislavský klub vypadl po prohrách 0:1 a 1:2 s týmem Lyngby BK z Dánska. Na jaře 2018 se podílel se Slovanem na obhajobě zisku slovenského poháru z předešlého ročníku 2016/17, i když ve finále hraném 1. května 2018 v Trnavě proti celku MFK Ružomberok (výhra 3:1) nenastoupil.

## Klubové statistiky
Aktuální k 29. květnu 2018
| Sezona    | Klub                     | Soutěž       | Zápasy | Góly |
| --------- | ------------------------ | ------------ | ------ | ---- |
| 2012/2013 | FK Rad                   | SuperLiga    | 10     | 0    |
| 2013/2014 | FK Rad                   | SuperLiga    | 0      | 0    |
| 2014/2015 | FK Teleoptik             | 3. liga      | 24     | 7    |
| 2015/2016 | FK Sin. Bělehrad (host.) | 2. liga      | 26     | 6    |
| 2016/2017 | FK Partizan              | SuperLiga    | 0      | 0    |
| 2016/2017 | ŠK Slovan Bratislava     | Fortuna liga | 4      | 0    |
| 2017/2018 | ŠK Slovan Bratislava     | Fortuna liga | 2      | 0    |

## Reprezentační kariéra
Uroš Damnjanović nastupoval v minulosti za mládežnické výběry Srbska do 17 a 19 let. Následně hrál za výběr U21, se kterým postoupil z kvalifikace na Mistrovství Evropy 2017 v Polsku.